# Convenio sobre la libertad sindical y la protección del derecho de sindicación
El Convenio sobre la libertad sindical y la protección del derecho de sindicación es uno de los ocho convenios fundamentales de la Organización Internacional del Trabajo (OIT), una agencia especializada de las Naciones Unidas.

## Contenido
El Convenio comprende un preámbulo seguido de 21 artículos divididos en cuatro partes. El preámbulo incluye la introducción formal del convenio y una declaración de las «consideraciones» que condujeron a la elaboración del documento. Estas consideraciones hacen referencia a la Constitución de la Organización Internacional del Trabajo y la reafirmación de la Declaración de Filadelfia en lo que respecta a esta cuestión, entre otros.
La primera parte consta de diez artículos que describen los derechos de los trabajadores y de los empleadores a unirse a organizaciones de su propia elección sin autorización previa.

Parte I. Libertad Sindical
[...]
Artículo 2
Los trabajadores y los empleadores, sin ninguna distinción y sin autorización previa, tienen el derecho de constituir las organizaciones que estimen convenientes, así como el de afiliarse a estas organizaciones, con la sola condición de observar los estatutos de las mismas.
Artículo 3
1. Las organizaciones de trabajadores y de empleadores tienen el derecho de redactar sus estatutos y reglamentos administrativos, el de elegir libremente sus representantes, el de organizar su administración y sus actividades y el de formular su programa de acción.
2. Las autoridades públicas deberán abstenerse de toda intervención que tienda a limitar este derecho o a entorpecer su ejercicio legal.
Artículo 4
Las organizaciones de trabajadores y de empleadores no están sujetas a disolución o suspensión por vía administrativa.
Artículo 5
Las organizaciones de trabajadores y de empleadores tienen el derecho de constituir federaciones y confederaciones, así como el de afiliarse a las mismas, y toda organización, federación o confederación tiene el derecho de afiliarse a organizaciones internacionales de trabajadores y de empleadores.
Artículo 6
Las disposiciones de los artículos 2, 3 y 4 de este Convenio se aplican a las federaciones y confederaciones de organizaciones de trabajadores y de empleadores.
Artículo 7
La adquisición de la personalidad jurídica por las organizaciones de trabajadores y de empleadores, sus federaciones y confederaciones no puede estar sujeta a condiciones cuya naturaleza limite la aplicación de las disposiciones de los artículos 2, 3 y 4 de este Convenio
Artículo 8
1. Al ejercer los derechos que se les reconocen en el presente Convenio, los trabajadores, los empleadores y sus organizaciones respectivas están obligados, lo mismo que las demás personas o las colectividades organizadas, a respetar la legalidad.
2. La legislación nacional no menoscabará ni será aplicada de suerte que menoscabe las garantías previstas por el presente Convenio.
Artículo 9
1. La legislación nacional deberá determinar hasta qué punto se aplicarán a las fuerzas armadas y a la policía las garantías previstas por el presente Convenio.
2. De conformidad con los principios establecidos en el párrafo 8 del artículo 19 de la Constitución de la Organización Internacional del Trabajo, no deberá considerarse que la ratificación de este Convenio por un Miembro menoscaba en modo alguno las leyes, sentencias, costumbres o acuerdos ya existentes que concedan a los miembros de las fuerzas armadas y de la policía garantías prescritas por el presente Convenio.
Artículo 10
En el presente Convenio, el término organización significa toda organización de trabajadores o de empleadores que tenga por objeto fomentar y defender los intereses de los trabajadores o de los empleadores.
Convenio n.° 87

La segunda parte establece que todos los miembros de la OIT que ratifcaron el convenio se comprometen a «adoptar todas las medidas necesarias y apropiadas para garantizar a los trabajadores y a los empleadores el libre ejercicio del derecho de sindicación». Posteriormente se amplió el contenido de esta frase en el Convenio sobre el derecho de sindicación y de negociación colectiva de 1949.
La tercera parte se refiere a cuestiones técnicas relacionadas con el convenio. Delinea la aplicación del convenio en los «territorios no metropolitanos». También establece los procedimientos para ratificar o denunciar, total o parcialmente, el convenio por parte de los territorios no metropolitanos.
En la cuarta parte se describe los procedimientos de ratificación del convenio, el plazo de entrada en vigor, la vigencia mínima de diez años, así como el procedimiento para denunciar el convenio.

## Ratificación
Hasta 2016, el convenio ha sido ratificado por 153 de los 187 Estados miembros de la OIT:
| País                              | Fecha                    |
| --------------------------------- | ------------------------ |
| Albania                           | 3 de junio de 1957       |
| Alemania                          | 20 de marzo de 1957      |
| Argelia                           | 19 de noviembre de 1962  |
| Angola                            | 13 de junio de 2001      |
| Antigua y Barbuda                 | 2 de febrero de 1983     |
| Argentina                         | 18 de enero de 1960      |
| Armenia                           | 2 de enero de 2006       |
| Australia                         | 28 de febrero de 1973    |
| Austria                           | 18 de noviembre de 1950  |
| Azerbaiyán                        | 19 de mayo de 1992       |
| Bahamas                           | 14 de junio de 2001      |
| Bangladés                         | 22 de junio de 1972      |
| Barbados                          | 8 de mayo de 1967        |
| Bielorrusia (como Bielorrusia)    | 6 de noviembre de 1956   |
| Bélgica                           | 23 de noviembre de 1951  |
| Belice                            | 15 de diciembre de 1983  |
| Benín                             | 12 de diciembre de 1960  |
| Bolivia                           | 4 de enero de 1965       |
| Bosnia y Herzegovina              | 2 de junio de 1993       |
| Botsuana                          | 22 de diciembre de 1997  |
| Bulgaria                          | 8 de junio de 1959       |
| Burkina Faso                      | 21 de noviembre de 1960  |
| Burundi                           | 25 de junio de 1993      |
| Camboya                           | 23 de agosto de 1999     |
| Camerún                           | 7 de junio de 1960       |
| Canadá                            | 23 de marzo de 1972      |
| Cabo Verde                        | 1 de febrero de 1999     |
| República Centroafricana          | 27 de octubre de 1960    |
| Chad                              | 10 de noviembre de 1960  |
| Chile                             | 2 de febrero de 1999     |
| Colombia                          | 16 de noviembre de 1976  |
| Comoras                           | 23 de octubre de 1978    |
| República del Congo               | 10 de noviembre de 1960  |
| República Democrática del Congo   | 20 de junio de 2001      |
| Costa Rica                        | 2 de junio de 1960       |
| Costa de Marfil                   | 21 de noviembre de 1960  |
| Croacia                           | 8 de octubre de 1991     |
| Cuba                              | 25 de junio de 1952      |
| Chipre                            | 24 de mayo de 1966       |
| República Checa                   | 1 de enero de 1993       |
| Dinamarca                         | 13 de junio de 1951      |
| Yibuti                            | 3 de agosto de 1978      |
| Dominica                          | 28 de febrero de 1983    |
| República Dominicana              | 5 de diciembre de 1956   |
| Timor Oriental                    | 16 de junio de 2009      |
| Ecuador                           | 29 de mayo de 1967       |
| Egipto                            | 6 de noviembre de 1957   |
| El Salvador                       | 6 de septiembre de 2006  |
| Guinea Ecuatorial                 | 13 de agosto de 2001     |
| Eritrea                           | 22 de febrero de 2000    |
| Estonia                           | 22 de marzo de 1994      |
| Etiopía                           | 4 de junio de 1963       |
| Fiyi                              | 17 de abril de 2002      |
| Finlandia                         | 20 de enero de 1950      |
| Francia                           | 28 de junio de 1951      |
| Gabón                             | 14 de noviembre de 1960  |
| Gambia                            | 4 de septiembre de 2000  |
| Georgia                           | 3 de agosto de 1999      |
| Ghana                             | 2 de junio de 1965       |
| Grecia                            | 30 de marzo de 1962      |
| Granada                           | 25 de octubre de 1994    |
| Guatemala                         | 13 de febrero de 1952    |
| Guinea                            | 21 de enero de 1959      |
| Guyana                            | 25 de septiembre de 1967 |
| Haití                             | 5 de junio de 1979       |
| Honduras                          | 27 de junio de 1956      |
| Hungría                           | 6 de junio de 1957       |
| Islandia                          | 19 de agosto de 1950     |
| Indonesia                         | 9 de junio de 1998       |
| Irlanda                           | 4 de junio de 1955       |
| Israel                            | 28 de enero de 1957      |
| Italia                            | 13 de mayo de 1958       |
| Jamaica                           | 26 de diciembre de 1962  |
| Japón                             | 14 de junio de 1965      |
| Kazajistán                        | 13 de diciembre de 2000  |
| Kiribati                          | 3 de febrero de 2000     |
| Kuwait                            | 21 de septiembre de 1961 |
| Kirguistán                        | 31 de marzo de 1992      |
| Letonia                           | 27 de enero de 1992      |
| Lesoto                            | 31 de octubre de 1966    |
| Liberia                           | 25 de mayo de 1962       |
| Libia                             | 4 de octubre de 2000     |
| Lituania                          | 26 de septiembre de 1994 |
| Luxemburgo                        | 3 de marzo de 1958       |
| Macedonia del Norte               | 17 de noviembre de 1991  |
| Madagascar                        | 1 de noviembre de 1960   |
| Malaui                            | 19 de noviembre de 1990  |
| Maldivas                          | 4 de enero de 2013       |
| Mali                              | 22 de septiembre de 1960 |
| Malta                             | 4 de enero de 1965       |
| Mauritania                        | 20 de junio de 1961      |
| Mauricio                          | 1 de abril de 2005       |
| México                            | 1 de abril de 1950       |
| Moldavia                          | 12 de agosto de 1996     |
| Mongolia                          | 3 de junio de 1969       |
| Mozambique                        | 23 de diciembre de 1996  |
| Birmania                          | 4 de marzo de 1955       |
| Namibia                           | 3 de enero de 1995       |
| Países Bajos                      | 7 de marzo de 1950       |
| Nicaragua                         | 31 de octubre de 1967    |
| Níger                             | 27 de febrero de 1961    |
| Nigeria                           | 17 de octubre de 1960    |
| Noruega                           | 4 de julio de 1949       |
| Pakistán                          | 14 de febrero de 1951    |
| Panamá                            | 3 de junio de 1958       |
| Papúa Nueva Guinea                | 2 de junio de 2000       |
| Paraguay                          | 28 de junio de 1962      |
| Perú                              | 2 de marzo de 1960       |
| Filipinas                         | 29 de diciembre de 1953  |
| Polonia                           | 25 de febrero de 1957    |
| Portugal                          | 14 de octubre de 1977    |
| Rumania                           | 28 de mayo de 1957       |
| Rusia (como Unión Soviética)      | 10 de agosto de 1956     |
| Ruanda                            | 8 de noviembre de 1988   |
| San Cristóbal y Nieves            | 25 de agosto de 2000     |
| Santa Lucía                       | 14 de mayo de 1980       |
| San Vicente y las Granadinas      | 9 de noviembre de 2001   |
| Samoa                             | 30 de junio de 2008      |
| San Marino                        | 19 de diciembre de 1986  |
| Santo Tomé y Príncipe             | 17 de junio de 1992      |
| Senegal                           | 4 de noviembre de 1960   |
| Serbia (como Serbia y Montenegro) | 24 de noviembre de 2000  |
| Seychelles                        | 6 de febrero de 1978     |
| Sierra Leona                      | 15 de junio de 1961      |
| Eslovaquia                        | 1 de enero de 1993       |
| Eslovenia                         | 29 de mayo de 1992       |
| Islas Salomón                     | 13 de abril de 2012      |
| Somalia                           | 22 de marzo de 2014      |
| Sudáfrica                         | 19 de febrero de 1996    |
| España                            | 20 de abril de 1977      |
| Sri Lanka                         | 15 de septiembre de 1995 |
| Surinam                           | 15 de junio de 1976      |
| Suazilandia                       | 26 de abril de 1978      |
| Suecia                            | 25 de noviembre de 1949  |
| Suiza                             | 25 de marzo de 1975      |
| Siria                             | 26 de julio de 1960      |
| Tayikistán                        | 26 de noviembre de 1993  |
| Tanzania                          | 18 de abril de 2000      |
| Timor Oriental                    | 15 de junio de 2009      |
| Togo                              | 7 de junio de 1960       |
| Trinidad y Tobago                 | 24 de mayo de 1963       |
| Túnez                             | 18 de junio de 1957      |
| Turquía                           | 12 de julio de 1993      |
| Turkmenistán                      | 15 de mayo de 1997       |
| Uganda                            | 2 de junio de 2005       |
| Ucrania (como RSS de Ucrania)     | 14 de septiembre de 1956 |
| Reino Unido                       | 27 de junio de 1949      |
| Uruguay                           | 18 de marzo de 1954      |
| Vanuatu                           | 28 de agosto de 2006     |
| Venezuela                         | 20 de septiembre de 1982 |
| Yemen                             | 29 de agosto de 1976     |
| Zambia                            | 2 de septiembre de 1996  |
| Zimbabue                          | 9 de abril de 2003       |